# Лингэнмываям
Лингэнмываям — река в России, на северо-востоке полуострова Камчатка.
Длина реки — 60 км. Протекает по территории Олюторского района Камчатского края(Ильпинский полуостров). Впадает в залив Корфа.

## Данные водного реестра
По данным государственного водного реестра России относится к Анадыро-Колымскому бассейновому округу.
Код объекта в государственном водном реестре — 19060000312120000008045.